# Funkcje hiperboliczne

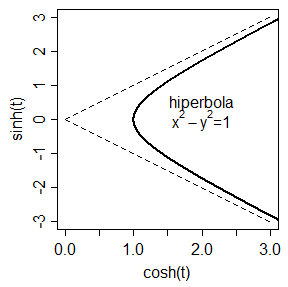

Wykres funkcji sinh

Wykres funkcji cosh to krzywa łańcuchowa.

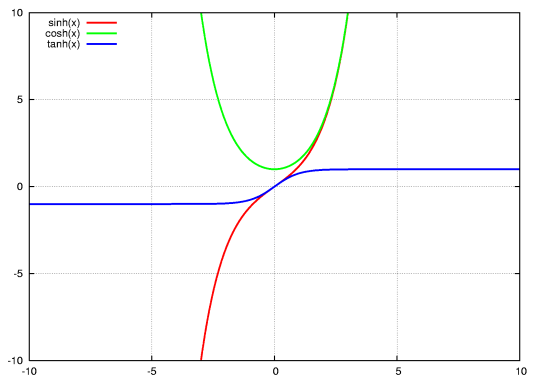
Wykresy funkcji sinus, cosinus i tangens hiperboliczny

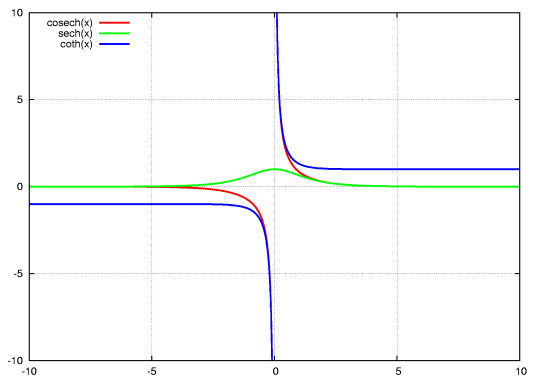
Wykresy funkcji cotangens, secans i cosecans hiperboliczny

Funkcje hiperboliczne – zbiór sześciu funkcji zdefiniowanych przez działania arytmetyczne na funkcji wykładniczej:
| nazwa                   | symbole                                                      | wzory                                                                           |
| ----------------------- | ------------------------------------------------------------ | ------------------------------------------------------------------------------- |
| sinus hiperboliczny     | {\displaystyle \sinh x,\operatorname {sh} x}                 | {\displaystyle {\frac {e^{x}-e^{-x}}{2}}}                                       |
| cosinus hiperboliczny   | {\displaystyle \cosh x,\operatorname {ch} x}                 | {\displaystyle {\frac {e^{x}+e^{-x}}{2}}}                                       |
| tangens hiperboliczny   | {\displaystyle \operatorname {tgh} x,\operatorname {th} x}   | {\displaystyle {\frac {\sinh x}{\cosh x}}={\frac {e^{x}-e^{-x}}{e^{x}+e^{-x}}}} |
| cotangens hiperboliczny | {\displaystyle \operatorname {ctgh} x,\operatorname {cth} x} | {\displaystyle {\frac {\cosh x}{\sinh x}}={\frac {e^{x}+e^{-x}}{e^{x}-e^{-x}}}} |
| secans hiperboliczny    | {\displaystyle \operatorname {sech} x}                       | {\displaystyle {\frac {1}{\cosh x}}={\frac {2}{e^{x}+e^{-x}}}}                  |
| cosecans hiperboliczny  | {\displaystyle \operatorname {cosech} x}                     | {\displaystyle {\frac {1}{\sinh x}}={\frac {2}{e^{x}-e^{-x}}}}                  |

Funkcje te mogą mieć dziedzinę rzeczywistą lub zespoloną i zalicza się je do funkcji elementarnych. Mają własności analogiczne do funkcji trygonometrycznych. Nazwę swoją zawdzięczają temu, że para liczb (cosh(t),sinh(t)) tworzy wykres hiperboli {\displaystyle x^{2}-y^{2}=1} (jej prawej, dodatniej części).
Przez funkcje hiperboliczne można definiować funkcje polowe, inaczej funkcje area lub areafunkcje – są to funkcje odwrotne tych hiperbolicznych, wyrażane też przez logarytmy.

## Dzieje
Do nauki wprowadził je włoski matematyk Vincenzo Riccati, który publikował swoje rozważania w Opusculorum ad res physicas et mathematicas pertinentium, wydawanym między 1757 a 1762 rokiem. Nadał im on nazwy sinus i cosinus hiperbolico i zastosował skróty Sh i Ch, stosowane do dziś w Rosji i we Francji. 
Szwajcarski matematyk Johann Heinrich Lambert upowszechnił te funkcje, pokazując ich zastosowanie w trygonometrii w dziele Mémoire sur quelques propriétés remarquables des quantités transcendentes circulaires et logarithmiques (1762). Lambert zostawił im nazwy zaproponowane przez Riccatiego, ale nadał im skróty sinh i cosh stosowane do dziś.

## Związki trygonometryczne
Zbiór punktów płaszczyzny o współrzędnych postaci {\displaystyle (\cos x,\sin x)} jest okręgiem (jednostkowym), analogicznie zbiór punktów o współrzędnych postaci {\displaystyle (\cosh x,\sinh x)} wyznacza hiperbolę.
Prawdziwe są również wzory:
{\displaystyle \sinh 2t=2\sinh t\cosh t,}
{\displaystyle \cosh 2t=\cosh ^{2}t+\sinh ^{2}t,}
{\displaystyle \sinh x+\cosh x=e^{x}.}
Ponadto korzystając ze wzoru Eulera
{\displaystyle e^{ix}=\cos x+i\sin x,}
można przedstawić związek funkcji hiperbolicznych z trygonometrycznymi, wyrażony w liczbach zespolonych:
{\displaystyle \sinh ix=i\sin x,}
{\displaystyle \cosh ix=\cos x,}
{\displaystyle \operatorname {tgh} ix=i\operatorname {tg} x,}
{\displaystyle \operatorname {ctgh} ix=-i\operatorname {ctg} x,}
skąd:
{\displaystyle \sinh x=-i\sin ix,}
{\displaystyle \cosh x=\cos ix,}
{\displaystyle \operatorname {tgh} x=-i\operatorname {tg} ix,}
{\displaystyle \operatorname {ctgh} x=i\operatorname {ctg} ix.}
Ponieważ funkcje trygonometryczne są okresowe wzdłuż osi liczb rzeczywistych, to funkcje hiperboliczne są okresowe wzdłuż osi liczb urojonych z okresem {\displaystyle 2\pi i} (sinh, cosh, sech, csech), albo {\displaystyle \pi i} (tgh, ctgh).

## Własności
- Sinus hiperboliczny jest funkcją nieparzystą i funkcją rosnącą.
- Cosinus hiperboliczny jest funkcją parzystą i funkcją rosnącą dla {\displaystyle x>0} i malejącą dla {\displaystyle x<0.}
- Tangens hiperboliczny jest funkcją nieparzystą.

Jeśli {\displaystyle \varphi } oznacza złotą proporcję, to:
- {\displaystyle \sinh \ln \varphi ={\tfrac {1}{2}},}
- {\displaystyle \cosh \ln \varphi ={\tfrac {1}{2}}{\sqrt {5}}.}

## Zależności hiperboliczne
Odpowiednikiem „jedynki trygonometrycznej”
{\displaystyle \sin ^{2}x+\cos ^{2}x=1}
jest tzw. „jedynka hiperboliczna”:
{\displaystyle \cosh ^{2}x-\sinh ^{2}x=1.}
Z każdej tożsamości trygonometrycznej można otrzymać tożsamość hiperboliczną przez użycie związku pomiędzy funkcjami trygonometrycznymi i hiperbolicznymi.

## Pochodne i całki
{\displaystyle \sinh 'x=\cosh x,}
{\displaystyle \cosh 'x=\sinh x,}
{\displaystyle \operatorname {tgh} 'x={\frac {1}{\cosh ^{2}x}}=1-\operatorname {tgh} ^{2}x,}
{\displaystyle \operatorname {ctgh} 'x={\frac {-1}{\sinh ^{2}x}}=1-\operatorname {ctgh} ^{2}x.}

## Rozwinięcia
Szeregi potęgowe
{\displaystyle \sinh z=\sum _{n=0}^{\infty }{\frac {z^{2n+1}}{(2n+1)!}}=z+{\frac {z^{3}}{3!}}+{\frac {z^{5}}{5!}}+{\frac {z^{7}}{7!}}+\dots ,}
{\displaystyle \cosh z=\sum _{n=0}^{\infty }{\frac {z^{2n}}{(2n)!}}=1+{\frac {z^{2}}{2!}}+{\frac {z^{4}}{4!}}+{\frac {z^{6}}{6!}}+\dots }
Iloczyny nieskończone
{\displaystyle \sinh x=x\prod _{n=1}^{\infty }\left(1+{\frac {x^{2}}{\pi ^{2}n^{2}}}\right),}
{\displaystyle \cosh x=\prod _{n=1}^{\infty }\left(1+{\frac {x^{2}}{\pi ^{2}(n-{\frac {1}{2}})^{2}}}\right).}